# Yarumá
El yarumá és una llengua carib extingida i poc testificada. Kaufman (2007) la va col·locar a la seva branca d'Arara, igual que Gildea (1998).
Segons Carvalho (2020), el yarumá forma part del clúster dialectal Kampot juntament amb l'ikpeng, Apiaká do Tocantins, Parirí i arára.